# صوفيا موشيفيتش
صوفيا موشيفيتش (بالعبرية: סופיה מושביץ '؛ ولدت عام 1949) هي عازف بيانو كندية - أوكرانية، ولدب بأوكرانيا، وقد قامت بالدراسة والابحاث في موسكو والقدس وجوهانسبرغ قبل ان تهاجر إلى كندا حيث تعيش الآن في تورونتو منذ أوائل السبعينات.
أخذت اهتماما خاصا بالملحن الروسي دميتري شوستاكوفيتش، وتعلمت من طريقته البيانو وأكتسبت منه حيث يعتبر هو المعلم أو الملهم لها في عزف البيانو (أو بمعنى أصح هي تابعة لمدرسته الفنية).